# Athelia teutoburgensis
Athelia teutoburgensis ist eine Ständerpilzart aus der Familie der Gewebehautverwandten (Atheliaceae). Sie bildet resupinate, weißliche und schimmelteppichartige Fruchtkörper auf Französischen Tamarisken aus. Die bekannte Verbreitung der Art umfasst Europa vom Atlantik bis zum Kaukasus.

## Merkmale

### Makroskopische Merkmale
Athelia teutoburgensis bildet wie alle Arten aus der Gattung der Gewebehäute (Athelia) weißliche bis gelbliche, dünne Fruchtkörper mit glattem Hymenium und unscheinbarem bis faserigem Ränder aus. Sie sind resupinat, das heißt direkt auf dem Substrat anliegend, und lassen sich leicht von diesem ablösen.

### Mikroskopische Merkmale
Athelia teutoburgensis besitzt eine für Gewebehäute typische monomitisch Hyphenstruktur, das heißt, sie besitzt lediglich generative Hyphen, die dem Wachstum des Fruchtkörpers dienen. Die Hyphen sind hyalin, die basalen Hyphen zudem dickwandig. Sie besitzen vereinzelt Schnallen. Die Art verfügt nicht über Zystiden. Ihre Basidien sind hyalin, keulenförmig, 7,8–9,6 µm breit und keulenartig geformt. Sie besitzen vier Sterigmata. Die Sporen des Pilzes sind ellipsoid geformt, 9,6–12 × 4,6–6,2 µm groß, glatt und dünnwandig sowie hyalin.

## Verbreitung
Die bekannte Verbreitung von Athelia teutoburgensis umfasst weite Teile des westlichen, nördlichen und östlichen Europas; das Artareal reicht von Frankreich bis an den Kaukasus. Die Art fehlt offenbar im mediterranen Südeuropa.

## Ökologie
Athelia teutoburgensis ist ein Saprobiont, der die Französische Tamariske (Tamarix gallica) befällt.